# Contea di Jingchuan
La contea di Jingchuan (泾川县S, Jīngchuān XiànP) è una contea della Cina, situata nella provincia del Gansu.